# Bobby Olsen
Bobby Olsen er en fiktiv cykelrytter, der optræder i programmet Team Easy On, der er indslag i det danske satireprogram Drengene fra Angora. Han spilles af komikeren Esben Pretzmann.
Bobby (født 1978 i Hammel) er holdkaptajn og bjergrytter på cykelholdet Team Easy On, der består af ham, sportsdirektøren Henning Primdahl, og den hollandske sprinter Pim de Keysergracht. Bobby voksede op i Hammel, og brugte meget tid sammen med sin bedste ven Morten, men bor til dato inde i Randers, på Jernbanegade. Bobby er lidt af en enspænder. Han er i besiddelse af en meget monoton og dyb stemme. Han har taget symaskinekørekort, traktorkørekort, har fået fornyet sit symaskinekørekort, og så har han også stort kørekort. Fik 9 i musik, 8 i idræt, 7 i dansk, og 7 i matematik da han gik på Hammel Skole og blev udnævnt til Årets Vandhund i 10. klasse hvor han også lærte at tage hovedspring. Han handler tit ind i Matas, Silvan, SuperBest eller i Bilka. Han har næsten altid sin cykelhjelm på, lige undtagen når han sover, og har meget store briller. Han har en stor autografbog, med en masse kendte autograffer som Sidse Babett Knudsens. Han elsker pølsehorn, cola og Havsalt chips og går under kælenavnet "Oksen fra Hammel", en parodi på Bjarne Riis' kælenavn "Ørnen fra Herning". 